# Alfoz de Quintanadueñas
Alfoz de Quintanadueñas település Spanyolországban, Burgos tartományban. Alfoz de Quintanadueñas Burgos, Tardajos, Las Quintanillas, Pedrosa de Río Úrbel, Valle de Santibáñez, Merindad de Río Ubierna, Sotragero és Quintanilla Vivar községekkel határos. Lakosainak száma 2133 fő (2024).

## Népesség
A település lakosságának változását az alábbi diagram mutatja:
| Lakosok száma | 792  | 1300 | 1515 | 1787 | 1936 | 1995 | 1976 | 2114 | 2163 | 2133 |
|               | 2001 | 2004 | 2006 | 2009 | 2011 | 2014 | 2016 | 2019 | 2021 | 2024 |